# Thracia speciosa
Thracia speciosa is een tweekleppigensoort uit de familie van de Thraciidae. De wetenschappelijke naam van de soort is voor het eerst geldig gepubliceerd in 1869 door Angas.